# Матвеев, Николай Александрович
Никола́й Алекса́ндрович Матве́ев (1921—1991) — советский инженер-технолог, организатор автомобильной промышленности СССР, заместитель директора НИИ технологии автомобильной промышленности. Лауреат Ленинской премии (1966).

## Биография
Николай Александрович Матвеев родился в 1921 году.
- 1943 год — окончил Московский электромеханический институт инженеров железнодорожного транспорта имени Ф. Э. Дзержинского.
- 1943 год — 1948 год — работа на Рязано-Уральской, Литовской и Западной железных дорогах.
- 1948 год — 1958 год — инженер на Московском чугунолитейном заводе имени П. Л. Войкова.
- 1950 год — принят в ВКП (б).
- С 1958 года — старший инженер НИИ технологии автомобильной промышленности (НИИТАП).
- C 1963 года — заместитель директора НИИТАП.
- 1966 год — лауреат Ленинской премии (наряду с А. В. Бутузовым, В. Д . Вербицким, Н. А. Ковалёвым, М. Н. Ефимовым, Б. А. Пепелиным, И. Б. Соколом, К. Л. Раскиным, В. И. Зильбербергом) за участие в создании и внедрении типового автоматического производства деталей машин методом литья по выплавляемым моделям[1][2].

Умер в 1991 году.

## Награды
- Ленинская премия (1966)

## Публикации
- Матвеев Н. А., Пепелин Б. А. Механизация и автоматизация литья по выплавляемым моделям. — М.: Машиностроение, 1970. — 33 с.